# Фунікулер Босфорський університет/Хисарюстю–Ашиян
41°03′02″ пн. ш. 29°01′29″ сх. д. / 41.0506° пн. ш. 29.0248° сх. д.
Фунікулер Босфорський університет/Хисарюстю–Ашиян або F4 (тур. F4 Boğaziçi Üni./Hisarüstü–Aşiyan füniküler hattı) — фунікулер у Бешикташі, Стамбул, завдовжки 850 м. 

Після відкриття 28 жовтня 2022 року він став четвертою лінією фунікулера в Стамбулі, а також найдовшою, перевершивши лінію F3 на 100 м. 

Лінія F4 долає перепад висот приблизно 116,1 м, а загальний час у дорозі — 2 хвилини 30 секунд. 

Лінія починається на станції Босфорський університет і прямує на схід до Ашияну вздовж Босфору. 
Пересадка на лінію M6 розташовано поруч із головним входом у Босфорський університет. 

## Маршрут
| No | Станція                 | Район    | Пересадка                 | Тип      | Примітки                |
| -- | ----------------------- | -------- | ------------------------- | -------- | ----------------------- |
| 1  | Босфорський університет | Бешикташ | (Босфорський університет) | підземна | Босфорський університет |
| 2  | Ашиян                   | Бешикташ | (Пором Ашиян)             | підземна | Цвинтар Ашиян           |